# NGC 4424
NGC 4424 ist eine Balken-Spiralgalaxie vom Hubble-Typ SBa im Sternbild Jungfrau auf der Ekliptik. Sie ist schätzungsweise 17 Millionen Lichtjahre von der Milchstraße entfernt und hat einen Durchmesser von etwa 20.000 Lichtjahren. 

Bei dem Objekt handelt es sich um eine sogenannte Edge-On-Galaxie, d. h. wir sehen sie genau in Kantenstellung. Die Spiralarme erscheinen hier nur als dunkle staubhaltige Wolken, beleuchtet vom hellen Zentrum der Galaxie. Des Weiteren ist sie als Starburst-Galaxie klassifiziert, hier entstehen gerade mit ungewöhnlich hoher Rate neue Sterne, Auslöser dafür könnte die Nähe der Galaxie IC 3366 sein.
Gemeinsam mit zwölf weiteren Galaxien bildet sie die NGC 4442-Gruppe (LGG 288) und wird unter der Katalognummer VCC 979 als Mitglied des Virgo-Galaxienhaufens aufgeführt. 

Im selben Himmelsareal befinden sich u. a. die Galaxien NGC 4417, NGC 4445, IC 3350, IC 3366.
Die Supernovae SN 1895A und SN 2012cg (Typ Ia) wurden hier beobachtet.
Das Objekt wurde am 27. Februar 1865 von dem deutsch-dänischen Astronomen Heinrich d’Arrest mit einem 28-cm-Teleskop entdeckt.